# Ballymun
Niektóre z zamieszczonych tu informacji wymagają weryfikacji.
 Po wyeliminowaniu niedoskonałości należy usunąć szablon [[Szablon:Dopracować|]] z tego artykułu.

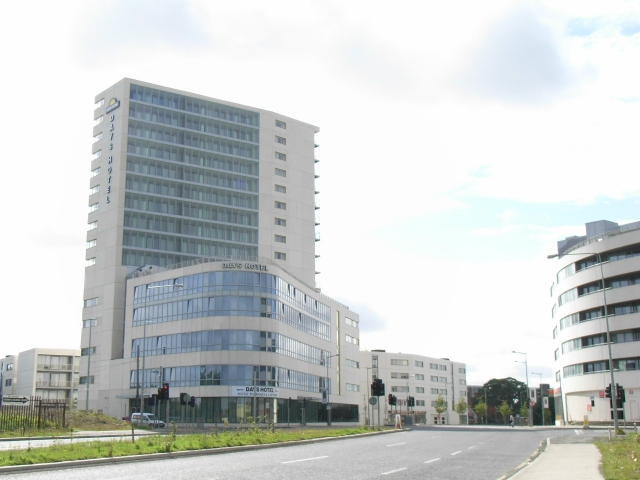
Ballymun

Ballymun (irl. Baile Munna) dzielnica Dublina położona po północnej stronie miasta niedaleko lotniska Dublin Airport. Populacja dzielnicy wynosi 22 109 mieszkańców (2006).
Dzielnica cieszy się złą sławą z powodu blokowisk mieszkalnych, które stały się symbolem biedy, narkotyków i odcięcia się od problemów lat siedemdziesiątych. Ze względu na niskie ceny zakupu i wynajmu nieruchomości oraz bliskie położenie lotniska jest w większości zamieszkana przez emigrantów m.in. z Polski. Obecnie przechodzi multi-miliardową renowację.